# Mick Gallagher
Michael William "Mick" Gallagher (29 de octubre de 1945) es un teclista de origen inglés, popular por sus colaboraciones con bandas y artistas como Ian Dury, The Clash, The Animals, Peter Frampton y Roger Daltrey. También ha compuesto música para películas como Extremes (1971) y After Midnight (1990) y para la obra de teatro de Broadway Serious Money (1987).